# Gata Kamsky
Gata Kamsky (tiếng Tatar: Ğata Kamski, Ğataulla Röstäm ulı Sabirov; Гата Камский, Гатаулла Рөстәм улы Сабиров; tiếng Nga: Гатаулла Рустемович Сабиров, Гата Камский; sinh ngày 2 tháng 6 năm 1974) là một kiện tướng cờ vua Mỹ sinh tại Liên Xô, và là nhà vô địch Hoa Kỳ năm lần.
Kamsky là một thần đồng cờ vua. Ông lọt vào vòng chung kết của FIDE World Chess Championship 1996 ở tuổi 22, và đứng thứ tư trong bảng xếp hạng thế giới vào năm 1995. Ông không tham gia thi đấu cờ vua từ năm 1997 đến cuối năm 2004.
Kamsky trở lại và giành vô địch Cúp thế giới cờ vua năm 2007. Nhờ vậy ông được quyền có một trận đấu với Veselin Topalov để tìm ra người thách đấu trong trận tranh chức vô địch cờ vua thế giới năm 2010, nhưng ông đã thua Topalov. Kamsky thi đấu trong giải đấu các ứng cử viên để tìm ra người thách đấu cho giải vô địch cờ vua thế giới 2012, nơi ông vào đến bán kết trước khi để thua Boris Gelfand.

## Kết quả thi đấu tại Cúp cờ vua thế giới
| Năm             | 2005 | 2007 | 2009 | 2011 | 2013 | 2015 |
| --------------- | ---- | ---- | ---- | ---- | ---- | ---- |
| Chess World Cup | 4R   | W    | 3R   | 4R   | QF   | 1R   |